# Mura di Scarlino
Le mura di Scarlino costituiscono il sistema difensivo dell'omonimo borgo.

## Storia
La cinta muraria fu costruita a partire dall'XI secolo, poco a valle della preesistente Rocca aldobrandesca, che veniva raggiunta da un tratto di cortina muraria.
Le mura andarono a racchiudere il borgo di Scarlino e, nel corso del Trecento, furono effettuati lavori di ristrutturazione che interessarono, sia la cerchia muraria che alcuni edifici del centro.
Nel corso dei secoli successivi vi furono ulteriori interventi di modifica, che hanno portato all'inglobamento in edifici abitativi di alcuni tratti di cortina muraria.

## Descrizione
Le mura di Scarlino delimitano parzialmente il borgo di origini medievale, ricongiungendosi nella parte sommitale alla Rocca aldobrandesca.
Alcuni tratti di cortina muraria sono a vista e presentano rivestimento in pietra, riconducibile sia al periodo di costruzione che agli interventi di ristrutturazione di epoca trecentesca. In vari punti le mura sono state incorporate nelle pareti esterne di alcuni edifici del centro; vi sono anche varie soluzioni di continuità nelle parti più ripide e inaccessibili del poggio.
In passato, l'accesso al borgo era possibile unicamente attraverso Porta Pisana e Porta Senese

## Galleria d'immagini

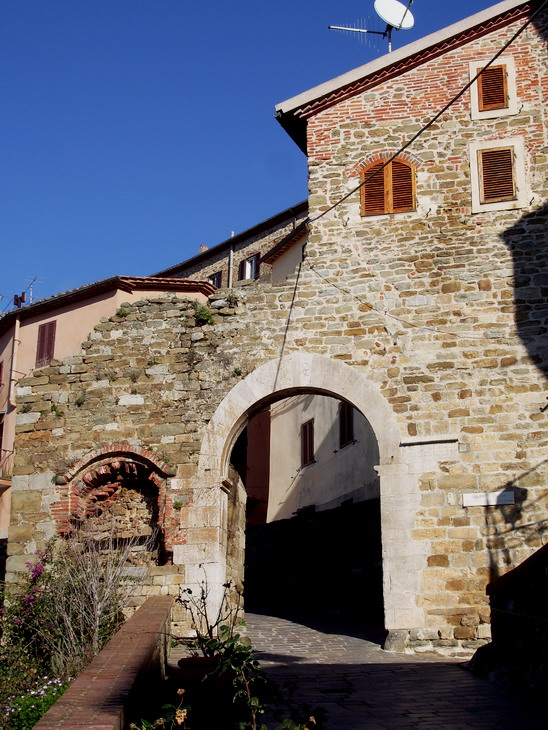
Lato esterno di Porta Pisana
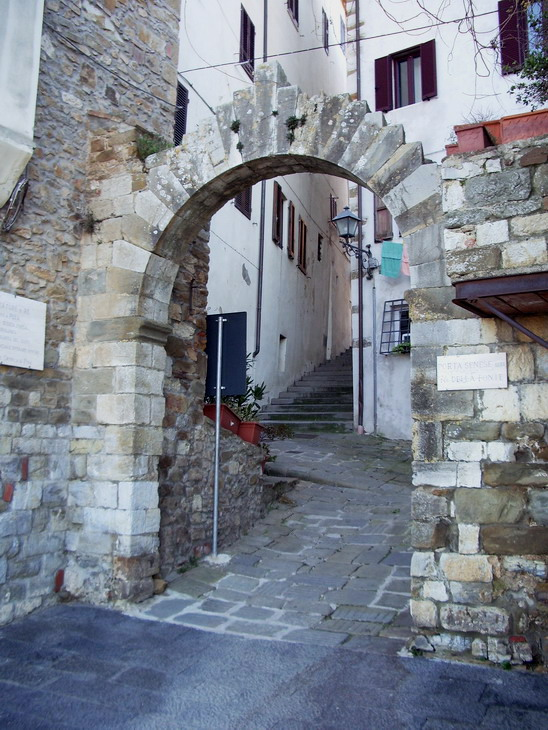
Lato esterno di Porta Senese